# 大澤あんず
大澤 あんず（おおさわ あんず、9月13日 - ）は、日本の女優、タレントである。

## 出演

### 映画
- 暗殺教室（2015年3月21日）（監督：羽住英一郎）
- 暗殺教室〜卒業編〜（2016年3月25日）（監督：羽住英一郎）

### ネット配信
- 日本コロムビア　第1期生アイドルSHOWROOM配信オーディション（2015年9月）
- アイドルユニット少女隊&ハーツ少女隊配信生Liveオーディション（2017年1月26日）

### CM
- 星のドラゴンクエスト 人という字篇（2017年3月18日-）（監督：菊池浩史）
- 星のドラゴンクエスト 卒業できません篇（2017年3月18日-）（監督：菊池浩史）